# Land van Ravenstein

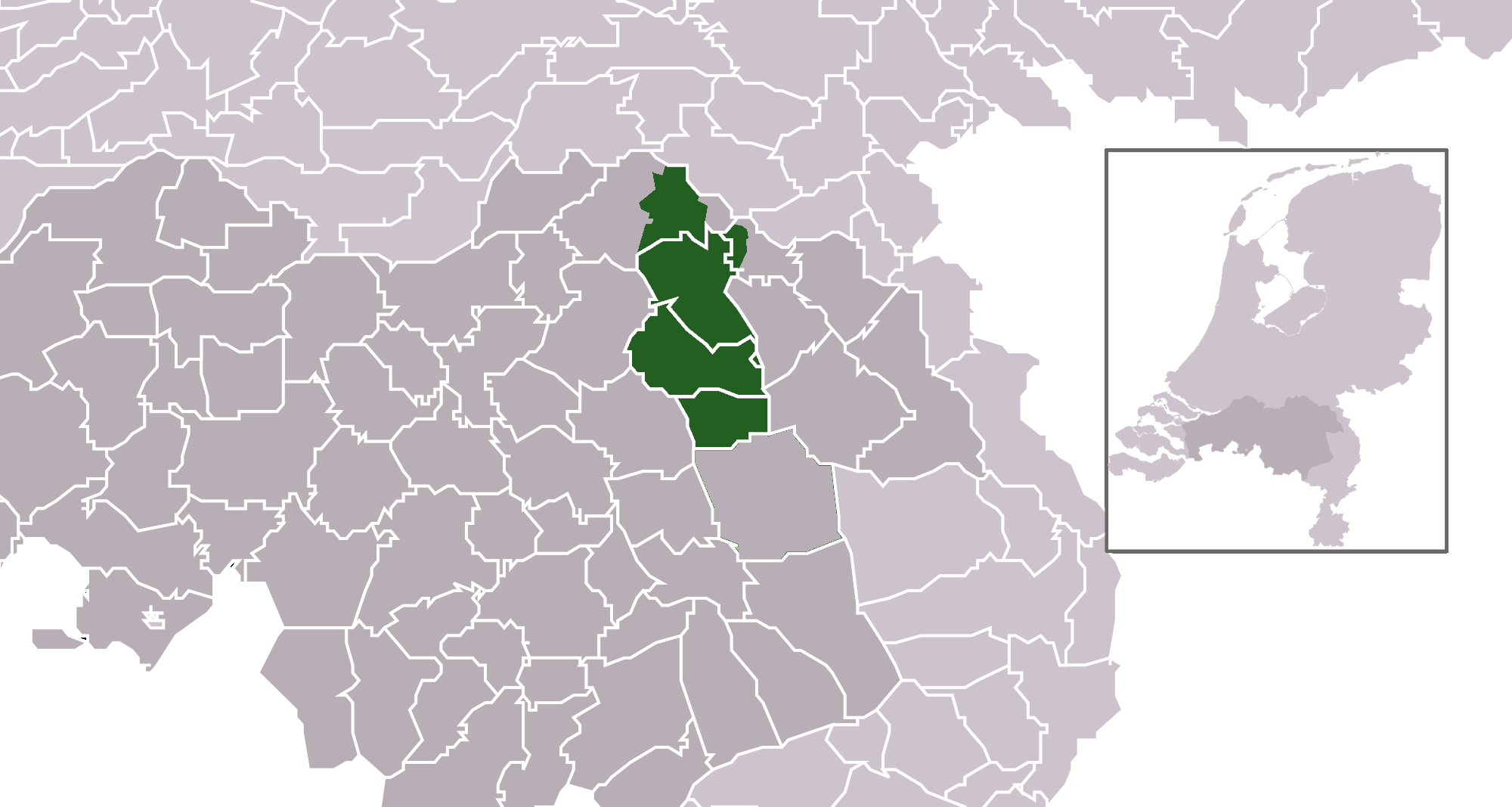
Het voormalige Land van Ravenstein

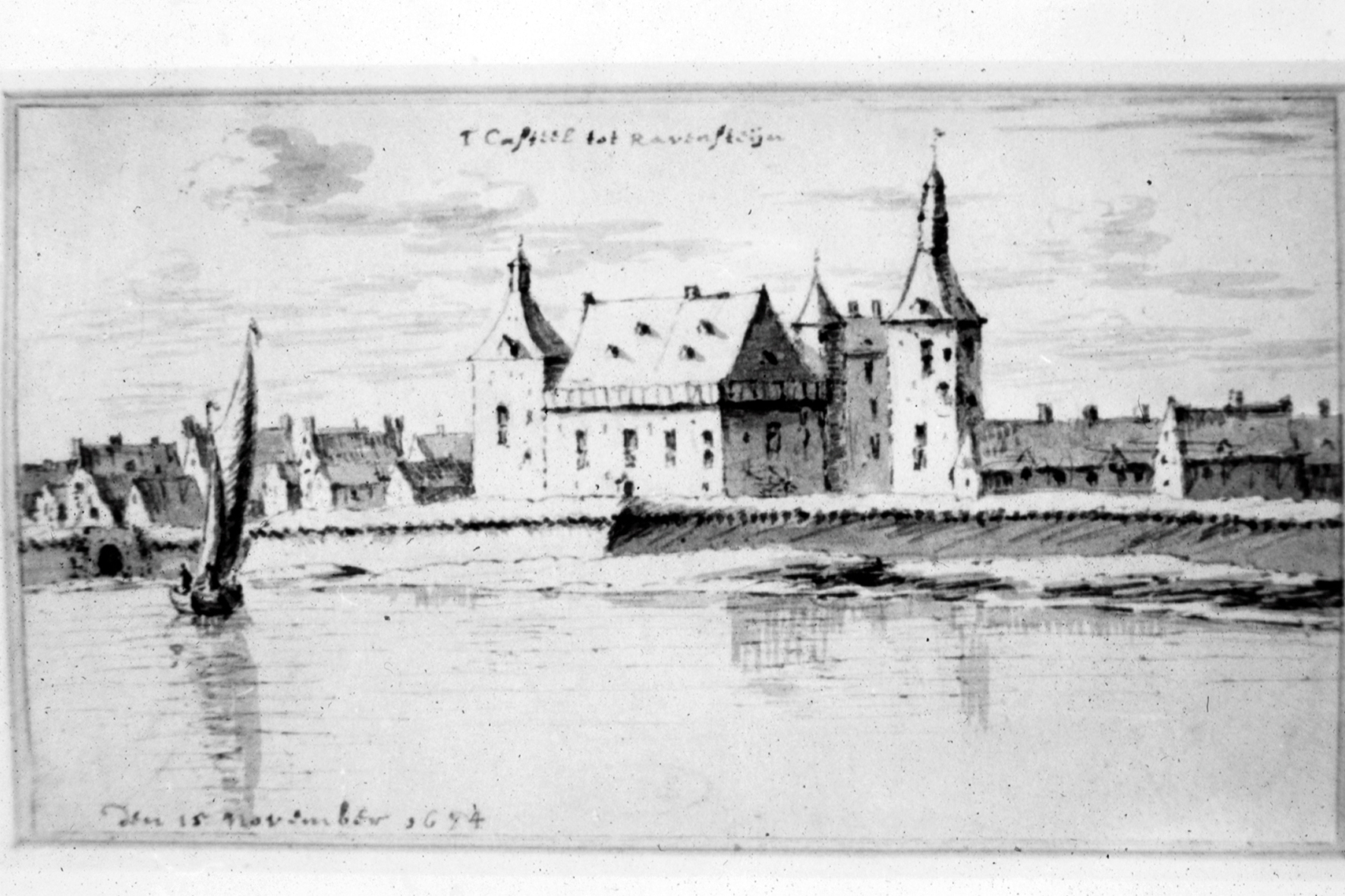
Kasteel Ravenstein in 1694

Het land van Ravenstein was gedurende het gehele ancien régime een zelfstandig gebied langs de Maas en omvatte de twee hoofdplaatsen Ravenstein en Uden. Na 1815 werd het Land van Ravenstein onderdeel van de nieuwe provincie Noord-Brabant.
Het land van Ravenstein maakte, in tegenstelling tot wat weleens vermeld staat, bestuurlijk noch territoriaal onderdeel uit van het hertogdom Brabant. Om die reden kon het Land na 1648 zijn zelfstandige status bewaren, terwijl de aangrenzende meierij 's-Hertogenbosch als onderdeel van Staats-Brabant aan de Verenigde Provinciën kwam. De Republiek schroomde echter niet om in enkele gevallen haar macht in het land van Ravenstein te doen laten gelden, wat meerdere malen tot conflicten leidde met de Duitse vorstenhuizen die over Ravenstein regeerden.

## Historisch-geografische aanduiding
- Tot het Maaskantsgericht behoorden: Ravenstein, Demen, Dennenburg, Deursen, Herpen, Huisseling, Langel, Reek, Schaijk en Velp.
- Tot het Heikantsgericht behoorden: Uden, Boekel, Zeeland, Volkel.

## Geschiedenis
De kern van het land van Ravenstein ligt in het huidige Herpen. In de middeleeuwen ontplooide deze plaats zich tot machtscentrum langs de Maas en vormde als heerlijkheid het zogenaamde Land van Herpen. De heren van Cuijk zijn rond 1150 bezitters van dit landje. Wanneer in de veertiende eeuw het huis Van Valkenburg in bezit komt van het Land van Herpen, sticht Walraven van Valkenburg in 1360 de burcht Ravenstein aan de Maas. Bij dit kasteel ontstaat het plaatsje Ravenstein, dat in 1380 stadsrechten verkrijgt. Dit nieuwe stadje neemt de centrumfunctie van Herpen over en wordt naast landsgerecht tevens hoofdgerecht voor het zogenaamde Maaskantsgericht, waaronder de dorpen Demen, Dennenburg, Deursen, Herpen, Huisseling, Langel, Reek, Schaijk en Velp ressorteerden.
Een tweede gerecht, het zogenaamde Heikantsgericht, bevond zich in het dorp Uden. Uden was vanouds het grootste dorp binnen het Land van Ravenstein en was hoofdplaats van het zogenaamde Heikantsgericht, waartoe de dorpen Zeeland, Volkel en Boekel behoorden. Zij waren overigens niet alleen politiek, maar ook religieus van Uden afhankelijk.
In 1397 werd de heer van Ravenstein bij de Slag bij Kleverhamm gevangengenomen en de heerlijkheid kwam in handen van het hertogdom Kleef. Tijdens de Gulik-Kleefse kwestie, ten gevolge van het kinderloze overlijden in 1609 van Johan Willem van Kleef en Gulik, bezetten Staatse troepen de stad in 1621. Het gebied werd in 1624 aan Brandenburg toegewezen, ten gevolge van het Verdrag van Xanten (1614).
In 1630 ging Ravenstein over naar een nieuwe eigenaar, ditmaal het katholieke Duitse huis Palts-Neuburg. Het Staatse garnizoen verliet de stad tijdelijk, om in 1635 weer terug te keren. In 1641 werd er een speciale garnizoenskerk gebouwd. Ravenstein bleef echter buiten de Republiek en de vrijheid van godsdienst keerde terug. Het land van Ravenstein werd hierdoor een toevluchtsoord voor kloosterorden die uit de Republiek waren gevlucht, terwijl katholieken van over de grens in kerken op Ravensteins grondgebied de mis bijwoonden. In 1735 werd met de opbrengsten uit de Ravensteinse Loterij de barokke Sint Luciakerk gebouwd. Bij de komst van de Fransen in 1672 trok het Staatse garnizoen zich weer terug. De vestingwerken werden hierna gesloopt.
In het begin van de 18e eeuw was 'heer van Ravenstein' de 21e en laatste titel van Karel XII van Zweden

In 1735 werd in Ravenstein de Sint-Luciakerk gebouwd, de enige Nederlandse kerk in barokstijl buiten de provincie Limburg.
In 1794 maakte de Franse bezetting een einde aan de autonomie van het Land. Bij proclamatie van 21 oktober 1794 werd het land van Ravenstein ingelijfd bij Frankrijk en onder voorlopig Frans militair bestuur geplaatst. Op 23 januari 1798 werden Ravenstein c.s. toegevoegd aan het Roerdepartement als deel van het arrondissement Kleef; in eerste instantie als kanton Ravenstein en Megen en vanaf 15 juni 1798 als kanton Ravenstein.
Op 5 januari 1800 werd Ravenstein - tegelijk met andere gebieden in het Brabantse - bij verdrag door Frankrijk verkocht aan de Bataafse Republiek. De betreffende gebieden werden door de Bataafse Republiek bestuurd onder de naam Gecedeerde Landen. In paragraaf 2 van de Reichsdeputationshauptschluss van 25 februari 1803 wordt bij de opsomming van de gebieden die het keurvorstendom Beieren heeft afgestaan de heerlijkheid Ravenstein vermeld. Kerkelijk werden Ravenstein en Megen samengevoegd tot een nieuw apostolisch vicariaat.
De Gecedeerde Landen werden op 26 september 1805 toegevoegd aan het departement Bataafs-Brabant van het Bataafs Gemenebest. Na de oprichting van het koninkrijk Holland in 1806 werd bij wet van 13 april 1807 het departement Brabant ingesteld als opvolger van Bataafs-Brabant.
In 1809 bezocht koning Lodewijk Napoleon het Land van Ravenstein. Hij vermeldde: "Met leedwezen heeft Z.M. zich overtuigd, dat in het kwartier Ravenstein het geheel bestuur zich in een toestand bevindt verre beneden het overige van het rijk.". Hiermee verwees hij naar het feit, dat alles in het Land van Ravenstein te veel bij het oude bleef. De staatsgrens tussen de Meierij en het Land van Ravenstein was dan wel verdwenen, maar daarmee ook de privileges die het oude Land van Ravenstein bezat.
Onder het Verenigd Koninkrijk der Nederlanden (1815) kwam Ravenstein bij de provincie Noord-Brabant. Het kasteel werd in 1818 tot en met de fundamenten gesloopt.